# Мухоїд оливковолий
Мухоїд оливковолий (Tolmomyias assimilis) — вид горобцеподібних птахів родини тиранових (Tyrannidae). Мешкає в Амазонії та на Гвіанському нагір'ї.

## Підвиди
Виділяють вісім підвидів:
- T. a. neglectus Zimmer, JT, 1939 — східна Колумбія, південна Венесуела і північно-західна Бразилія;
- T. a. examinatus (Chubb, C, 1920) — південно-східна Венесуела, Гвіана і північна Бразилія;
- T. a. obscuriceps Zimmer, JT, 1939 — від південно-східної Колумбії до північно-східного Перу;
- T. a. clarus Zimmer, JT, 1939 — центральне Перу (від річки Мараньйон на південь до Пуно);
- T. a. assimilis (Pelzeln, 1868) — південь центральної Амазонії (на схід до Тапажоса);
- T. a. sucunduri Whitney, Schunck, Rêgo, MA & Silveira, 2013 — південь центральної Амазонії (між річками Кануман і Тапажос);
- T. a. paraensis Zimmer, JT, 1939 — північно-східна Бразилія (схід Пари, північний захід Мараньяну);
- T. a. calamae Zimmer, JT, 1939 — північна Болівія і південно-західна Бразилія (південний схід Амазонасу).

Жовтокрилий мухоїд раніше вважався підвидом оливковолого мухоїда, однак був визнаний окремим видом. Деякі дослідники також вважають окремим видом підвид T. a. sucunduri, описаний у 2013 році.

## Поширення і екологія
Оливковолі мухоїди мешкають в Колумбії, Венесуелі, Гаяні, Французькій Гвіані, Суринамі, Бразилії, Еквадорі, Перу і Болівії. Вони живуть у вологих рівнинних тропічних лісах та в заболочених лісах. Зустрічаються на висоті до 1200 м над рівнем моря.